# Skogsstenkrypare
Skogsstenkrypare (Lithobius borealis) är en mångfotingart som beskrevs av Frederik Vilhelm August Meinert 1868. Skogsstenkrypare ingår i släktet Lithobius och familjen stenkrypare. Arten är reproducerande i Sverige. Inga underarter finns listade i Catalogue of Life.